# Isepeolus viperinus
Isepeolus viperinus är en biart som först beskrevs av Holmberg 1886.  Isepeolus viperinus ingår i släktet Isepeolus och familjen långtungebin. Inga underarter finns listade i Catalogue of Life.